# Jordbävningen i Erzincan 1939
Jordbävningen i Erzincan 1939 var en jordbävning i Erzincanprovinsen i östra Turkiet klockan 01:57 (GMT 11:57 pm) den 27 december 1939. Sju våldsamma skakningar kom, den största uppmättes till 8,2 på Richterskalan, och var den starkaste någonsin i Turkiets nutudshistoria.
Först dödades cirka 8 000 personer. Dagen därpå meddelades att dödssiffran stigit till 20 000. Dessutom dog många överlevande när temperaturen nådde –30 °C. Katastrofhjälp inleddes. Vid årets slut hade 32 962 personer dödats av fler jordbävningar och översvämningar. Skadan var så stor på staden Erzincan att den gamla platsen den låg på övergavs och en ny stad började byggas, längre norrut.